# Ryzen
Ryzen es una línea de microprocesadores x86-64 diseñada y comercializada por Advanced Micro Devices (AMD) para plataformas de escritorio, portátiles y sistemas embebidos basados en la microarquitectura Zen. Consiste en procesadores comercializados para segmentos como estaciones de trabajo (Workstation), entusiastas (HEDT) y general (Mainstream) y unidades de procesamiento acelerado (APUs) para segmentos básicos (entry-level), general y sistemas embebidos. Ryzen es especialmente importante para AMD, ya que es un diseño completamente nuevo y marca el regreso de la compañía al mercado de procesadores de escritorio de gama alta. Intel, el competidor de AMD, controló esta parte del mercado durante diez años desde el 2006, cuando Intel lanzó la microarquitectura Core derivada del Pentium III, que continúa sustentando sus diseños de microprocesadores en la actualidad. También es de destacar el fallido lanzamiento en 2011 de la microarquitectura Bulldozer de AMD con el único propósito de centrarse en el «desarrollo de las APU» durante 5 años hasta que se lanzó la primera generación de procesadores Ryzen en 2017.
AMD anunció oficialmente una nueva serie de microprocesadores, llamados «Ryzen», durante su evento «New Horizon» en diciembre de 2016 e introdujo la serie de microprocesadores Ryzen 1000 en febrero de 2017, contando con hasta 8 núcleos y 16 hilos, los cuales fueron lanzados oficialmente el 2 de marzo de 2017. La segunda generación de microprocesadores Ryzen, los Ryzen 2000, presentan la microarquitectura Zen+, una mejora incremental basada en una tecnología de proceso litográfico de 12 nm, fueron lanzados en abril de 2018 y presentaban un aumento de rendimiento marginal sobre los microprocesadores Ryzen 1000 que se lanzaron primero en el 2017. La tercera generación de microprocesadores Ryzen se lanzó el 7 de julio de 2019, basados en la microarquitectura Zen 2 presentan mejoras de diseño más significativas y una reducción adicional del proceso litográfico a los 7 nm de la compañía TSMC. El 16 de junio de 2020, AMD anunció nuevos procesadores Ryzen serie 3000 XT con frecuencia turbo un 4 % más altos en comparación con los procesadores que no son XT.Esto cierra la brecha promedio del 5 % de rendimiento en juegos entre Intel y AMD, indicando que los microprocesadores Intel son solamente un 1 % más rápidos en promedio en juegos justo antes de que llegue la microarquitectura Zen 3, según los entusiastas de Reddit y otros foros en línea. A finales de 2019, se había revelado que el núcleo de Zen 3 es una microarquitectura completamente nueva. Se rumoreó que se construiría en nodos EUV de 7 nm+ de TSMC (aunque todo lo que se ha confirmado oficialmente en este momento es el uso de un proceso de «7 nm mejorado»).
La mayoría de los productos Ryzen para segmento de consumidores utilizan la plataforma Socket AM4. En agosto de 2017, AMD lanzó su línea Ryzen Threadripper dirigida al mercado de estaciones de trabajo y entusiastas. AMD Ryzen Threadripper utiliza los zócalos TR4 y sTRX4, soporta hasta 2 TB de memoria RAM DDR4 a 3200 MHz. Los Threadrippers soportan canales de memoria y líneas PCI Express adicionales.
En diciembre de 2019, AMD comenzó a lanzar productos Ryzen de primera generación construidos con la arquitectura Zen+ de segunda generación. El ejemplo más notable es Ryzen 5 1600, con los lotes más nuevos, tienen un identificador «AF» en lugar de su «AE» habitual, siendo esencialmente un Ryzen 5 2600 rebautizado con las mismas especificaciones que el Ryzen 5 1600 original.

## Historia
En los cinco años antes del lanzamiento de Ryzen, el competidor directo de AMD en el mercado de procesadores x86 y x86-64 para consumidores finales, Intel, había seguido aumentando su participación de mercado con el ciclo de mejoras Tick-Tock de su serie de microprocesadores Core. Desde el lanzamiento de su microarquitectura Bulldozer en 2011, los procesadores de AMD se habían quedado progresivamente por detrás de los procesadores Intel en rendimiento mono-núcleo  y multi-núcleo. A pesar de la reducción de tamaño del chip y de varias revisiones de la arquitectura Bulldozer, el rendimiento y la eficiencia energética no lograron ponerse al día con los productos de la competencia de Intel.
Ryzen es la implementación a nivel de consumidor final de la nueva microarquitectura Zen; un rediseño completo que marcó el regreso de AMD al mercado de procesadores de gama alta, ofreciendo un conjunto de productos para competir con Intel en todos las gamas. Al tener más núcleos de procesamiento, los procesadores Ryzen ofrecen un mayor rendimiento multi-hilo al mismo precio en relación con los procesadores Intel Core. La arquitectura Zen ofrece una mejora en más de un 52 % en las instrucciones por ciclo de reloj con respecto a los núcleos Bulldozer de la generación anterior, sin aumentar el consumo de energía. Los cambios en el conjunto de instrucciones también lo hacen compatible de forma binaria con Intel Broadwell, lo que facilita la transición para los usuarios.
Threadripper, que está diseñado para computadoras de escritorio de alta gama (HEDT), no se desarrolló como parte de un plan de negocios o una hoja de ruta específica; en cambio, un pequeño equipo de entusiastas dentro de AMD vio la oportunidad de que se pudiera desarrollar algo entre las hojas de ruta de los procesadores Ryzen y Epyc que pondría la corona del rendimiento en AMD. Después de algunos avances, el proyecto recibió luz verde y se incluyó en una hoja de ruta oficial para 2016.
Desde el lanzamiento de Ryzen, la cuota de mercado de procesadores de AMD ha aumentado, mientras que Intel parece haberse estancado.

## Línea de productos

### Ryzen 1000

#### CPUs
- Zócalo AM4 para Ryzen y zócalo TR4 para Threadripper.[18][19]
- Basados en la primera generación de Zen. Los procesadores Ryzen están basados en la arquitectura Summit Ridge, mientras que Threadripper se basa en la arquitectura Whitehaven.
- 4800 millones de transistores por cada chip de 8 núcleos "Zeppelin"[1] de 192 mm²,[20] utilizando un chip "Zeppelin" para Ryzen y dos para Ryzen Threadripper.
- Revisión (Stepping): B1[21]
- Soporte de memoria:
  - Ryzen doble canal: DDR4–2666 ×2 de rango único, DDR4–2400 ×2 ×2 de rango doble, DDR4–2133 ×4 de rango único, o DDR4–1866 ×4 de rango doble.[18][19]
  - Ryzen Threadripper cuádruple-canal: DDR4–2666 ×4 de rango único, DDR4–2400 ×4 de rango doble, DDR4–2133 ×8 de rango único, o DDR4–1866 ×8 de rango doble.
- Conjunto de instrucciones: x87, MMX, SSE, SSE2, SSE3, SSSE3, SSE4.1, SSE4.2, AES, CLMUL, AVX, AVX2, FMA, CVT16/F16C, ABM, BMI1, BMI2, SHA.[16]
- Todos los procesadores de la marca Ryzen (excepto las variantes Pro) cuentan con multiplicador desbloqueado.
- La tecnología SenseMI de AMD supervisa el procesador de forma continua y utiliza Infinity Control Fabric para ofrecer las siguientes funciones:[18][22][23]
  - Pure Power: optimiza el uso energético recogiendo temperaturas de cientos de sensores y repartiendo la carga de trabajo sin sacrificar el desempeño.
  - Precision Boost: aumenta el voltaje y la frecuencia del procesador en tramos de 100–200 MHz si hay tres o más núcleos están activos (cinco o más, en el caso de Threadripper, y por tramos de 300 MHz); y aumenta significativamente más cuando menos de tres están activos (menos de cinco, en el caso de Threadripper).[24]
  - XFR (eXtended Frequency Range): tiene como objetivo mantener la velocidad media del reloj lo más cercana al máximo del Precision Boost, siempre que se cuente con la refrigeración adecuada.[25]
  - Neural Net Prediction y Smart Prefetch: utilizando predicción mediante inteligencia artificial dentro del procesador para optimizar el flujo de trabajo y la administración de la caché con una carga previa (prefetch) de información inteligente, precarga datos que prevé se necesitarán, optimizando el acceso a la RAM.
- Ryzen se lanzó junto con una línea de disipadores stock para el Socket AM4: El "Wraith Stealth", "Wraith Spire" y el "Wraith Max". Esta línea reemplaza al disipador AMD Wraith original, que se lanzó a mediados de 2016.[26] El "Wraith Stealth" es un disipador de perfil bajo destinado procesadores de gama baja con una clasificación de TDP de 65 W, mientras que el "Wraith Spire" es el disipador para segmento general con una clasificación de TDP de 95 W, junto con iluminación RGB opcional en ciertos modelos. El "Wraith Max" es un disipador de mayor tamaño que incorpora heatpipes, clasificado para un TDP de 140 W.

| Modelo                                         | Fecha de lanzamiento y precio                                        | Proceso de fabricación | Núcleos/ (hilos)    | Frecuencia de reloj (GHz) | Frecuencia de reloj (GHz) | Frecuencia de reloj (GHz) | Caché                                 | Caché               | Caché               | Zócalo (Socket)     | Líneas PCIe         | Soporte de memoria        | TDP                 |
| Modelo                                         | Fecha de lanzamiento y precio                                        | Proceso de fabricación | Núcleos/ (hilos)    | Base                      | Precision boost 1–2 (≥3)  | XFR 1–2                   | L1                                    | L2                  | L3                  | Zócalo (Socket)     | Líneas PCIe         | Soporte de memoria        | TDP                 |
| Segmento de entrada                            | Segmento de entrada                                                  | Segmento de entrada    | Segmento de entrada | Segmento de entrada       | Segmento de entrada       | Segmento de entrada       | Segmento de entrada                   | Segmento de entrada | Segmento de entrada | Segmento de entrada | Segmento de entrada | Segmento de entrada       | Segmento de entrada |
| ---------------------------------------------- | -------------------------------------------------------------------- | ---------------------- | ------------------- | ------------------------- | ------------------------- | ------------------------- | ------------------------------------- | ------------------- | ------------------- | ------------------- | ------------------- | ------------------------- | ------------------- |
| Ryzen 3 1200                                   | 27 de julio de 2017 US $109                                          | GloFo 14LP             | 4 (4)               | 3,1                       | 3,4 (3,1)                 | 3,45                      | 64 KB inst. 32 KB de datos por núcleo | 512 KB por núcleo   | 8 MB                | AM4                 | 24                  | DDR4-2666 doble-canal     | 65 W                |
| Ryzen 3 1300X                                  | 27 de julio de 2017 US $129                                          | GloFo 14LP             | 4 (4)               | 3,5                       | 3,7 (3,5)                 | 3,9                       | 64 KB inst. 32 KB de datos por núcleo | 512 KB por núcleo   | 8 MB                | AM4                 | 24                  | DDR4-2666 doble-canal     | 65 W                |
| Segmento general                               |                                                                      |                        |                     |                           |                           |                           |                                       |                     |                     |                     |                     |                           |                     |
| Ryzen 5 1400                                   | 11 de abril de 2017 EUA $169                                         | GloFo 14LP             | 4 (8)               | 3,2                       | 3,4 (3,4)                 | 3,45                      | 64 KB inst. 32 KB de datos por núcleo | 512 KB por núcleo   | 8 MB                | AM4                 | 24                  | DDR4-2666 doble-canal     | 65 W                |
| Ryzen 5 1500X                                  | 11 de abril de 2017 EUA $189                                         | GloFo 14LP             | 4 (8)               | 3,5                       | 3,7 (3,6)                 | 3,9                       | 64 KB inst. 32 KB de datos por núcleo | 512 KB por núcleo   | 16 MB               | AM4                 | 24                  | DDR4-2666 doble-canal     | 65 W                |
| Ryzen 5 1600                                   | 11 de abril de 2017 EUA $219                                         | GloFo 14LP             | 6 (12)              | 3,2                       | 3,6 (3,4)                 | 3,7                       | 64 KB inst. 32 KB de datos por núcleo | 512 KB por núcleo   | 16 MB               | AM4                 | 24                  | DDR4-2666 doble-canal     | 65 W                |
| Ryzen 5 1600X                                  | 11 de abril de 2017 EUA $249                                         | GloFo 14LP             | 6 (12)              | 3,6                       | 4,0 (3,7)                 | 4,1                       | 64 KB inst. 32 KB de datos por núcleo | 512 KB por núcleo   | 16 MB               | AM4                 | 24                  | DDR4-2666 doble-canal     | 95 W                |
| Segmento rendimiento                           |                                                                      |                        |                     |                           |                           |                           |                                       |                     |                     |                     |                     |                           |                     |
| Ryzen 7 1700                                   | 2 de marzo de 2017 EUA $329                                          | GloFo 14LP             | 8 (16)              | 3,0                       | 3,7 (3,2)                 | 3,75                      | 64 KB inst. 32 KB de datos por núcleo | 512 KB por núcleo   | 16 MB               | AM4                 | 24                  | DDR4-2666 doble-canal     | 65 W                |
| Ryzen 7 1700X                                  | 2 de marzo de 2017 US $399 (sin disipador de calor de fábrica (WOF)) | GloFo 14LP             | 8 (16)              | 3,4                       | 3,8 (3,5)                 | 3,9                       | 64 KB inst. 32 KB de datos por núcleo | 512 KB por núcleo   | 16 MB               | AM4                 | 24                  | DDR4-2666 doble-canal     | 95 W                |
| Ryzen 7 1800X                                  | 2 de marzo de 2017 EUA $499 (WOF)                                    | GloFo 14LP             | 8 (16)              | 3,6                       | 4,0 (3,7)                 | 4,1                       | 64 KB inst. 32 KB de datos por núcleo | 512 KB por núcleo   | 16 MB               | AM4                 | 24                  | DDR4-2666 doble-canal     | 95 W                |
| Segmento escritorio de alto rendimiento (HEDT) |                                                                      |                        |                     |                           |                           |                           |                                       |                     |                     |                     |                     |                           |                     |
| Ryzen Threadripper 1900X                       | 31 de agosto de 2017 EUA $549                                        | GloFo 14LP             | 8 (16)              | 3,8                       | 4,0 (3,9)                 | 4,2                       | 64 KB inst. 32 KB de datos por núcleo | 512 KB por núcleo   | 16 MB               | TR4                 | 64                  | DDR4-2666 Cuádruple-canal | 180 W               |
| Ryzen Threadripper 1920X                       | 10 de agosto de 2017 EUA $799                                        | GloFo 14LP             | 12 (24)             | 3,5                       | 4,0 (3.7)                 | 4,2                       | 64 KB inst. 32 KB de datos por núcleo | 512 KB por núcleo   | 32 MB               | TR4                 | 64                  | DDR4-2666 Cuádruple-canal | 180 W               |
| Ryzen Threadripper 1950X                       | 10 de agosto de 2017 EUA $999                                        | GloFo 14LP             | 16 (32)             | 3,4                       | 4,0 (3,7)                 | 4,2                       | 64 KB inst. 32 KB de datos por núcleo | 512 KB por núcleo   | 32 MB               | TR4                 | 64                  | DDR4-2666 Cuádruple-canal | 180 W               |

1. ↑  AMD en su documentación técnica usa KB, lo cual define como Kilobyte y equivale a 1024 bytes, y MB, lo cual define como Megabyte y equivale a 1024 KB.[27]
2. ↑  Conteo de líneas PCIe incluye 4 líneas usadas para conectividad con el chipset.[28]
3. 1 2 3 4 5 6  Modelo también disponible como variante Pro para OEMs, el cual podría ofrecer otras funciones no mencionadas en esta tabla. Los modelos Pro fueron lanzados por AMD el 29 de junio de 2017.[30][31]

### Ryzen 2000

#### CPUs
Los primeros procesadores Ryzen 2000, basados en la microarquitectura Zen+ de 12 nm, se anunciaron para prepedidos el 13 de abril de 2018 y lanzados seis días después. Los procesadores Ryzen 2000 se basan en la arquitectura Pinnacle Ridge, mientras que los procesadores Threadripper 2000 se basan en la microarquitectura Colfax. El primero de la serie 2000 de productos Ryzen Threadripper, presenta la tecnología Precision Boost Overdrive, durante agosto de ese año. El Ryzen 7 2700X se incluyó con el nuevo disipador "Wraith Prism".
| Modelo                                         | Fecha de lanzamiento y precio      | Núcleos (hilos)     | Proceso de Fabricación | Frecuencia de reloj (GHz) | Frecuencia de reloj (GHz) | Caché                              | Caché               | Caché               | Zócalo (Socket)     | Líneas PCIe         | Soporte de memoria    | TDP                 | Número de parte     |
| Modelo                                         | Fecha de lanzamiento y precio      | Núcleos (hilos)     | Proceso de Fabricación | Base                      | PB2                       | L1                                 | L2                  | L3                  | Zócalo (Socket)     | Líneas PCIe         | Soporte de memoria    | TDP                 | Número de parte     |
| Segmento de entrada                            | Segmento de entrada                | Segmento de entrada | Segmento de entrada    | Segmento de entrada       | Segmento de entrada       | Segmento de entrada                | Segmento de entrada | Segmento de entrada | Segmento de entrada | Segmento de entrada | Segmento de entrada   | Segmento de entrada | Segmento de entrada |
| ---------------------------------------------- | ---------------------------------- | ------------------- | ---------------------- | ------------------------- | ------------------------- | ---------------------------------- | ------------------- | ------------------- | ------------------- | ------------------- | --------------------- | ------------------- | ------------------- |
| Ryzen 3 1200 AF                                | Abril de 2020 US $60               | 4 (4)               | GloFo 12LP (14LP+)     | 3,1                       | 3,4                       | 64 KB inst. 32 KB datos por núcleo | 512 KB por núcleo   | 8 MB                | AM4                 | 24                  | DDR4-2933 doble-canal | 65 W                | YD1200BBM4KAF       |
| Ryzen 3 2300X                                  | 11 de septiembre de 2018 OEM       | 4 (4)               | GloFo 12LP (14LP+)     | 3,5                       | 4,0                       | 64 KB inst. 32 KB datos por núcleo | 512 KB por núcleo   | 8 MB                | AM4                 | 24                  | DDR4-2933 doble-canal | 65 W                |                     |
| Segmento general                               |                                    |                     |                        |                           |                           |                                    |                     |                     |                     |                     |                       |                     |                     |
| Ryzen 5 2500X                                  | 11 de septiembre de 2018 OEM       | 4 (8)               | GloFo 12LP (14LP+)     | 3,6                       | 4,0                       | 64 KB inst. 32 KB datos por núcleo | 512 KB por núcleo   | 8 MB                | AM4                 | 24                  | DDR4-2933 doble-canal | 65W                 |                     |
| Ryzen 5 2600E                                  | 11 de septiembre de 2018 OEM       | 6 (12)              | GloFo 12LP (14LP+)     | 3,1                       | 4,0                       | 64 KB inst. 32 KB datos por núcleo | 512 KB por núcleo   | 16 MB               | AM4                 | 24                  | DDR4-2666 doble-canal | 45 W                |                     |
| Ryzen 5 1600 (AF, refresh)                     | 11 de octubre de 2019 US $85       | 6 (12)              | GloFo 12LP (14LP+)     | 3,2                       | 3,6                       | 64 KB inst. 32 KB datos por núcleo | 512 KB por núcleo   | 16 MB               | AM4                 | 24                  | DDR4-2933 doble-canal | 65W                 | YD1600BBM6IAF       |
| Ryzen 5 2600                                   | 19 de abril de 2018 US $199        | 6 (12)              | GloFo 12LP (14LP+)     | 3,4                       | 3,9                       | 64 KB inst. 32 KB datos por núcleo | 512 KB por núcleo   | 16 MB               | AM4                 | 24                  | DDR4-2933 doble-canal | 65W                 |                     |
| Ryzen 5 2600X                                  | 19 de abril de 2018 US $229        | 6 (12)              | GloFo 12LP (14LP+)     | 3,6                       | 4,2                       | 64 KB inst. 32 KB datos por núcleo | 512 KB por núcleo   | 16 MB               | AM4                 | 24                  | DDR4-2933 doble-canal | 95 W                |                     |
| Ryzen 5 2600X                                  | 23 de noviembre de 2018 UK £221.99 | 6 (12)              | GloFo 12LP (14LP+)     | 3,6                       | 4,2                       | 64 KB inst. 32 KB datos por núcleo | 512 KB por núcleo   | 16 MB               | AM4                 | 24                  | DDR4-2933 doble-canal | 95 W                |                     |
| Segmento rendimiento                           |                                    |                     |                        |                           |                           |                                    |                     |                     |                     |                     |                       |                     |                     |
| Ryzen 7 2700E                                  | 11 de septiembre de 2018 OEM       | 8 (16)              | GloFo 12LP (14LP+)     | 2,8                       | 4,0                       | 64 KB inst. 32 KB datos por núcleo | 512 KB por núcleo   | 16 MB               | AM4                 | 24                  | DDR4-2666 doble-canal | 45 W                |                     |
| Ryzen 7 2700                                   | 19 de abril de 2018 US $299        | 8 (16)              | GloFo 12LP (14LP+)     | 3,2                       | 4,1                       | 64 KB inst. 32 KB datos por núcleo | 512 KB por núcleo   | 16 MB               | AM4                 | 24                  | DDR4-2933 doble-canal | 65 W                |                     |
| Ryzen 7 2700                                   | 23 de noviembre de 2018 UK £285.49 | 8 (16)              | GloFo 12LP (14LP+)     | 3,2                       | 4,1                       | 64 KB inst. 32 KB datos por núcleo | 512 KB por núcleo   | 16 MB               | AM4                 | 24                  | DDR4-2933 doble-canal | 65 W                |                     |
| Ryzen 7 PRO 2700X                              | 6 de septiembre de 2018 OEM        | 8 (16)              | GloFo 12LP (14LP+)     | 3,6                       | 4,1                       | 64 KB inst. 32 KB datos por núcleo | 512 KB por núcleo   | 16 MB               | AM4                 | 24                  | DDR4-2933 doble-canal | 105 W               |                     |
| Ryzen 7 2700X                                  | 19 de abril de 2018 US $329        | 8 (16)              | GloFo 12LP (14LP+)     | 3,7                       | 4,3                       | 64 KB inst. 32 KB datos por núcleo | 512 KB por núcleo   | 16 MB               | AM4                 | 24                  | DDR4-2933 doble-canal | 105 W               |                     |
| Segmento escritorio de alto rendimiento (HEDT) |                                    |                     |                        |                           |                           |                                    |                     |                     |                     |                     |                       |                     |                     |
| Ryzen Threadripper 2920X                       | Octubre de 2018 US $649            | 12 (24)             | GloFo 12LP (14LP+)     | 3,5                       | 4,3                       | 64 KB inst. 32 KB datos por núcleo | 512 KB por núcleo   | 32 MB               | TR4                 | 64                  | DDR4-2933 doble-canal | 180 W               |                     |
| Ryzen Threadripper 2950X                       | 31 de agosto de 2018 US $899       | 16 (32)             | GloFo 12LP (14LP+)     | 3,5                       | 4,4                       | 64 KB inst. 32 KB datos por núcleo | 512 KB por núcleo   | 32 MB               | TR4                 | 64                  | DDR4-2933 doble-canal | 180 W               |                     |
| Ryzen Threadripper 2970WX                      | Octubre de 2018 US $1299           | 24 (48)             | GloFo 12LP (14LP+)     | 3,0                       | 4,2                       | 64 KB inst. 32 KB datos por núcleo | 512 KB por núcleo   | 64 MB               | TR4                 | 64                  | DDR4-2933 doble-canal | 250 W               |                     |
| Ryzen Threadripper 2990WX                      | 13 de agosto de 2018 US $1799      | 32 (64)             | GloFo 12LP (14LP+)     | 3,0                       | 4,2                       | 64 KB inst. 32 KB datos por núcleo | 512 KB por núcleo   | 64 MB               | TR4                 | 64                  | DDR4-2933 doble-canal | 250 W               |                     |

1. ↑  AMD define 1 kilobyte (KB) como 1024 bytes, y 1 megabyte (MB) como 1024 kilobytes.[65]
2. ↑  Conteo de líneas PCIe incluye 4 líneas usadas para conectividad con el chipset.[28]
3. 1 2 3  Modelo también disponible como PRO para OEMs, que puede ofrecer funciones adicionales que no figuran en esta tabla. AMD lanzó los modelos PRO el 6 de septiembre de 2018.[71]

#### APUs

##### Escritorio
En enero de 2018, AMD anunció las dos primeras APU Ryzen de escritorio con gráficos Radeon Vega integrados bajo el nombre en clave Raven Ridge. Estas APUs se basaban en la microarquitectura Zen de primera generación. El Ryzen 3 2200G y el Ryzen 5 2400G se lanzaron en febrero.
| Modelo             | Fecha de lanzamiento y precio | Proceso de fabricación | CPU              | CPU                       | CPU                       | CPU                                   | CPU               | CPU   | GPU        | GPU             | GPU      | GPU                             | Soporte de memoria    | TDP     |
| Modelo             | Fecha de lanzamiento y precio | Proceso de fabricación | Núcleos/ (hilos) | Frecuencia de reloj (GHz) | Frecuencia de reloj (GHz) | Caché                                 | Caché             | Caché | Modelo     | Config.         | Reloj    | Poder de procesamiento (GFLOPS) | Soporte de memoria    | TDP     |
| Modelo             | Fecha de lanzamiento y precio | Proceso de fabricación | Núcleos/ (hilos) | Base                      | Boost                     | L1                                    | L2                | L3    | Modelo     | Config.         | Reloj    | Poder de procesamiento (GFLOPS) | Soporte de memoria    | TDP     |
| ------------------ | ----------------------------- | ---------------------- | ---------------- | ------------------------- | ------------------------- | ------------------------------------- | ----------------- | ----- | ---------- | --------------- | -------- | ------------------------------- | --------------------- | ------- |
| Ryzen 3 2200GE     | 19 de abril de 2018 OEM       | GloFo 14LP             | 4 (4)            | 3,2                       | 3,6                       | 64 KB inst. 32 KB de datos por núcleo | 512 KB por núcleo | 4 MB  | Vega 8     | 512:32:16 8 CU  | 1100 MHz | 1126                            | DDR4-2933 doble-canal | 35 W    |
| Ryzen 3 Pro 2200GE | 10 de mayo de 2018 OEM        | GloFo 14LP             | 4 (4)            | 3,2                       | 3,6                       | 64 KB inst. 32 KB de datos por núcleo | 512 KB por núcleo | 4 MB  | Vega 8     | 512:32:16 8 CU  | 1100 MHz | 1126                            | DDR4-2933 doble-canal | 35 W    |
| Ryzen 3 2200G      | 12 de febrero de 2018 EUA $99 | GloFo 14LP             | 4 (4)            | 3,5                       | 3,7                       | 64 KB inst. 32 KB de datos por núcleo | 512 KB por núcleo | 4 MB  | Vega 8     | 512:32:16 8 CU  | 1100 MHz | 1126                            | DDR4-2933 doble-canal | 45–65 W |
| Ryzen 3 Pro 2200G  | 10 de mayo de 2018 OEM        | GloFo 14LP             | 4 (4)            | 3,5                       | 3,7                       | 64 KB inst. 32 KB de datos por núcleo | 512 KB por núcleo | 4 MB  | Vega 8     | 512:32:16 8 CU  | 1100 MHz | 1126                            | DDR4-2933 doble-canal | 45–65 W |
| Ryzen 5 2400GE     | 19 de abril de 2018 OEM       | GloFo 14LP             | 4 (8)            | 3,2                       | 3,8                       | 64 KB inst. 32 KB de datos por núcleo | 512 KB por núcleo | 4 MB  | RX Vega 11 | 704:44:16 11 CU | 1250 MHz | 1760                            | DDR4-2933 doble-canal | 35 W    |
| Ryzen 5 Pro 2400GE | 10 de mayo de 2018 OEM        | GloFo 14LP             | 4 (8)            | 3,2                       | 3,8                       | 64 KB inst. 32 KB de datos por núcleo | 512 KB por núcleo | 4 MB  | RX Vega 11 | 704:44:16 11 CU | 1250 MHz | 1760                            | DDR4-2933 doble-canal | 35 W    |
| Ryzen 5 2400G      | February 12, 2018 US $169     | GloFo 14LP             | 4 (8)            | 3,6                       | 3,9                       | 64 KB inst. 32 KB de datos por núcleo | 512 KB por núcleo | 4 MB  | RX Vega 11 | 704:44:16 11 CU | 1250 MHz | 1760                            | DDR4-2933 doble-canal | 45–65 W |
| Ryzen 5 Pro 2400G  | 10 de mayo de 2018 OEM        | GloFo 14LP             | 4 (8)            | 3,6                       | 3,9                       | 64 KB inst. 32 KB de datos por núcleo | 512 KB por núcleo | 4 MB  | RX Vega 11 | 704:44:16 11 CU | 1250 MHz | 1760                            | DDR4-2933 doble-canal | 45–65 W |

1. ↑  AMD en su documentación técnica usa KB, lo cual define como Kilobyte y equivale a 1024 bytes, y MB, lo cual define como Megabyte y equivale a 1024 KB.[78]
2. ↑  Sombreadores unificados : Unidades de mapeo de texturas : unidades de salida de render y unidades de cómputo (CU)
3. ↑  El rendimiento de precisión simple se calcula a partir de la velocidad del reloj base o turbo (boost) basada en una operación FMA (operación de suma-multiplicación de punto flotante)

##### Móviles
En mayo de 2017, AMD presentó una APU Ryzen móvil con 4 núcleos CPU Zen y una GPU Radeon basada en Vega. Las primeras APUs Ryzen móviles, con nombre en clave Raven Ridge, fueron oficialmente lanzadas en octubre de 2017.
- 4,95 mil millones[93] de transistores en un chip de 210 mm²,[93] basado en un chip o pastilla Zeppelin de 14 nm modificada donde cuatro de los núcleos son reemplazados por una GPU integrada de quinta-generación GCN.
- Precision Boost 2[64]
- 16 líneas PCIe 3.0 externas (cuatro para el chipset,cuatro para el zócalo M.2 y ocho para el puerto PCIe), 16 líneas PCIe internas para la GPU integrada y las E/S.

En 2019, AMD lanzó algunos Zen móviles doble-núcleo listados como 300 o 3000.  
| Modelo            | Fecha de lanzamiento     | Proceso de fabricación | CPU             | CPU                       | CPU                       | CPU                                   | CPU               | CPU   | GPU     | GPU             | GPU      | GPU                             | Soporte de memoria    | TDP     | Número de parte |
| Modelo            | Fecha de lanzamiento     | Proceso de fabricación | Núcleos (hilos) | Frecuencia de reloj (GHz) | Frecuencia de reloj (GHz) | Caché                                 | Caché             | Caché | Modelo  | Config.         | Reloj    | Poder de procesamiento (GFLOPS) | Soporte de memoria    | TDP     | Número de parte |
| Modelo            | Fecha de lanzamiento     | Proceso de fabricación | Núcleos (hilos) | Base                      | Boost                     | L1                                    | L2                | L3    | Modelo  | Config.         | Reloj    | Poder de procesamiento (GFLOPS) | Soporte de memoria    | TDP     | Número de parte |
| ----------------- | ------------------------ | ---------------------- | --------------- | ------------------------- | ------------------------- | ------------------------------------- | ----------------- | ----- | ------- | --------------- | -------- | ------------------------------- | --------------------- | ------- | --------------- |
| Ryzen 3 2200U     | 8 de enero de 2018       | GloFo 14LP             | 2 (4)           | 2,5                       | 3,4                       | 64 KB inst. 32 KB de datos por núcleo | 512 KB por núcleo | 4 MB  | Vega 3  | 192:12:4 3 CU   | 1100 MHz | 422.4                           | DDR4-2400 doble-canal | 12–25 W | YM2200C4T2OFB   |
| Ryzen 3 3200U     | 6 de enero de 2019       | GloFo 14LP             | 2 (4)           | 2,6                       | 3,5                       | 64 KB inst. 32 KB de datos por núcleo | 512 KB por núcleo | 4 MB  | Vega 3  | 192:12:4 3 CU   | 1200 MHz | 460.8                           | DDR4-2400 doble-canal | 12–25 W | YM3200C4T2OFG   |
| Ryzen 3 2300U     | 8 de enero de 2018       | GloFo 14LP             | 4 (4)           | 2,0                       | 3,4                       | 64 KB inst. 32 KB de datos por núcleo | 512 KB por núcleo | 4 MB  | Vega 6  | 384:24:8 6 CU   | 1100 MHz | 844.8                           | DDR4-2400 doble-canal | 12–25 W | YM2300C4T4MFB   |
| Ryzen 3 Pro 2300U | 15 de mayo de 2018       | GloFo 14LP             | 4 (4)           | 2,0                       | 3,4                       | 64 KB inst. 32 KB de datos por núcleo | 512 KB por núcleo | 4 MB  | Vega 6  | 384:24:8 6 CU   | 1100 MHz | 844.8                           | DDR4-2400 doble-canal | 12–25 W | YM230BC4T4MFB   |
| Ryzen 5 2500U     | 26 de octubre de 2017    | GloFo 14LP             | 4 (8)           | 2,0                       | 3,6                       | 64 KB inst. 32 KB de datos por núcleo | 512 KB por núcleo | 4 MB  | Vega 8  | 512:32:16 8 CU  | 1100 MHz | 1126.4                          | DDR4-2400 doble-canal | 12–25 W | YM2500C4T4MFB   |
| Ryzen 5 Pro 2500U | 15 de mayo de 2018       | GloFo 14LP             | 4 (8)           | 2,0                       | 3,6                       | 64 KB inst. 32 KB de datos por núcleo | 512 KB por núcleo | 4 MB  | Vega 8  | 512:32:16 8 CU  | 1100 MHz | 1126.4                          | DDR4-2400 doble-canal | 12–25 W | YM250BC4T4MFB   |
| Ryzen 5 2600H     | 10 de septiembre de 2018 | GloFo 14LP             | 4 (8)           | 3,2                       | 3,6                       | 64 KB inst. 32 KB de datos por núcleo | 512 KB por núcleo | 4 MB  | Vega 8  | 512:32:16 8 CU  | 1100 MHz | 1126.4                          | DDR4-3200 doble-canal | 35–54 W | YM2600C3T4MFB   |
| Ryzen 7 2700U     | 26 de octubre de 2017    | GloFo 14LP             | 4 (8)           | 2,2                       | 3,8                       | 64 KB inst. 32 KB de datos por núcleo | 512 KB por núcleo | 4 MB  | Vega 10 | 640:40:16 10 CU | 1300 MHz | 1664                            | DDR4-2400 doble-canal | 12–25 W | YM2700C4T4MFB   |
| Ryzen 7 Pro 2700U | 15 de mayo de 2018       | GloFo 14LP             | 4 (8)           | 2,2                       | 3,8                       | 64 KB inst. 32 KB de datos por núcleo | 512 KB por núcleo | 4 MB  | Vega 10 | 640:40:16 10 CU | 1300 MHz | 1664                            | DDR4-2400 doble-canal | 12–25 W | YM270BC4T4MFB   |
| Ryzen 7 2800H     | 10 de septiembre de 2018 | GloFo 14LP             | 4 (8)           | 3,3                       | 3,8                       | 64 KB inst. 32 KB de datos por núcleo | 512 KB por núcleo | 4 MB  | Vega 11 | 704:44:16 11 CU | 1300 MHz | 1830.4                          | DDR4-3200 doble-canal | 35–54 W | YM2800C3T4MFB   |

1. ↑  AMD en su documentación técnica usa KB, lo cual define como Kilobyte y equivale a 1024 bytes, y MB, lo cual define como Megabyte y equivale a 1024 KB.[94]
2. ↑  Sombreadores unificados : Unidades de mapeo de texturas : unidades de salida de render y unidades de cómputo (CU)
3. ↑  El rendimiento de precisión simple se calcula a partir de la velocidad del reloj base o turbo (boost) basada en una operación FMA (operación de suma-multiplicación de punto flotante)

##### Embebidos

###### Great Horned Owl
En febrero de 2018, AMD anunció la serie V1000 de APUs Zen+ Vega embebidas, basadas en la arquitectura Great Horned Owl, con cuatro SKU.
| Modelo | Fecha de lanzamiento | Proceso de Fabricación | CPU             | CPU                       | CPU                       | CPU                                   | CPU               | CPU   | GPU        | GPU             | GPU      | GPU                             | Soporte de memoria    | Ethernet  | TDP     | Temperatura de unión (°C) |
| Modelo | Fecha de lanzamiento | Proceso de Fabricación | Núcleos (hilos) | Frecuencia de reloj (GHz) | Frecuencia de reloj (GHz) | Caché                                 | Caché             | Caché | Modelo     | Config.         | Reloj    | Poder de procesamiento (GFLOPS) | Soporte de memoria    | Ethernet  | TDP     | Temperatura de unión (°C) |
| Modelo | Fecha de lanzamiento | Proceso de Fabricación | Núcleos (hilos) | Base                      | Boost                     | L1                                    | L2                | L3    | Modelo     | Config.         | Reloj    | Poder de procesamiento (GFLOPS) | Soporte de memoria    | Ethernet  | TDP     | Temperatura de unión (°C) |
| ------ | -------------------- | ---------------------- | --------------- | ------------------------- | ------------------------- | ------------------------------------- | ----------------- | ----- | ---------- | --------------- | -------- | ------------------------------- | --------------------- | --------- | ------- | ------------------------- |
| V1500B | Diciembre de 2018    | 14nm                   | 4 (8)           | 2,2                       | N/D                       | 64 KB inst. 32 KB de datos por núcleo | 512 KB por núcleo | 4 MB  | N/D        | N/D             | N/D      | N/D                             | DDR4-2400 doble-canal | 2 × 10GbE | 12–25 W | 0-105                     |
| V1780B | Diciembre de 2018    | 14nm                   | 4 (8)           | 3,35                      | 3,6                       | 64 KB inst. 32 KB de datos por núcleo | 512 KB por núcleo | 4 MB  | N/D        | N/D             | N/D      | N/D                             | DDR4-3200 doble-canal | 2 × 10GbE | 35-54 W | 0-105                     |
| V1202B | Febrero de 2018      | 14nm                   | 2 (4)           | 2,3                       | 3,2                       | 64 KB inst. 32 KB de datos por núcleo | 512 KB por núcleo | 4 MB  | RX Vega 3  | 192:12:16 3 CU  | 1000 MHz | 384                             | DDR4-2400 doble-canal | 2 × 10GbE | 12–25 W | 0-105                     |
| V1404I | Diciembre de 2018    | 14nm                   | 4 (8)           | 2,0                       | 3,6                       | 64 KB inst. 32 KB de datos por núcleo | 512 KB por núcleo | 4 MB  | RX Vega 8  | 512:32:16 8 CU  | 1100 MHz | 1126.4                          | DDR4-2400 doble-canal | 2 × 10GbE | 12–25 W | -40-105                   |
| V1605B | Febrero de 2018      | 14nm                   | 4 (8)           | 2,0                       | 3,6                       | 64 KB inst. 32 KB de datos por núcleo | 512 KB por núcleo | 4 MB  | RX Vega 8  | 512:32:16 8 CU  | 1100 MHz | 1126.4                          | DDR4-2400 doble-canal | 2 × 10GbE | 12–25 W | 0-105                     |
| V1756B | Febrero de 2018      | 14nm                   | 4 (8)           | 3,25                      | 3,6                       | 64 KB inst. 32 KB de datos por núcleo | 512 KB por núcleo | 4 MB  | RX Vega 8  | 512:32:16 8 CU  | 1300 MHz | 1331.2                          | DDR4-3200 doble-canal | 2 × 10GbE | 35–54 W | 0-105                     |
| V1807B | Febrero de 2018      | 14nm                   | 4 (8)           | 3,35                      | 3,8                       | 64 KB inst. 32 KB de datos por núcleo | 512 KB por núcleo | 4 MB  | RX Vega 11 | 704:44:16 11 CU | 1300 MHz | 1830.4                          | DDR4-3200 doble-canal | 2 × 10GbE | 35–54 W | 0-105                     |

1. ↑  AMD define 1 kilobyte (KB) como 1024 bytes, y 1 megabyte (MB) como 1024 kilobytes.[111]
2. ↑  Sombreadores unificados : Unidades de mapeo de texturas : unidades de salida de render y unidades de cómputo (CU)
3. ↑  El rendimiento de precisión simple se calcula a partir de la velocidad del reloj base o turbo (boost) basada en una operación FMA (operación de suma-multiplicación de punto flotante)

###### Banded Kestrel
En abril de 2019, AMD anunció otra línea de APUs Zen+ Vega embebidas, nombrados como la serie Ryzen Embedded R100 con dos SKU.
| Modelo | Fecha de lanzamiento  | Proceso de Fabricación | CPU             | CPU                       | CPU                       | CPU                       | CPU                                   | CPU               | CPU   | GPU       | GPU           | GPU      | GPU                             | Soporte de memoria                   | TDP     |
| Modelo | Fecha de lanzamiento  | Proceso de Fabricación | Núcleos (hilos) | Frecuencia de reloj (GHz) | Frecuencia de reloj (GHz) | Frecuencia de reloj (GHz) | Caché                                 | Caché             | Caché | Modelo    | Config.       | Reloj    | Poder de procesamiento (GFLOPS) | Soporte de memoria                   | TDP     |
| Modelo | Fecha de lanzamiento  | Proceso de Fabricación | Núcleos (hilos) | Base                      | Boost                     | XFR                       | L1                                    | L2                | L3    | Modelo    | Config.       | Reloj    | Poder de procesamiento (GFLOPS) | Soporte de memoria                   | TDP     |
| ------ | --------------------- | ---------------------- | --------------- | ------------------------- | ------------------------- | ------------------------- | ------------------------------------- | ----------------- | ----- | --------- | ------------- | -------- | ------------------------------- | ------------------------------------ | ------- |
| R1102G | 25 de febrero de 2020 | GloFo 14LP             | 2 (2)           | 1,2                       | 2,6                       |                           | 64 KB inst. 32 KB de datos por núcleo | 512 KB por núcleo | 4MB   | RX Vega 3 | 192:12:4 3 CU | 1000 MHz | 384                             | DDR4-2400 uni-canal (single-channel) | 6 W     |
| R1305G | 25 de febrero de 2020 | GloFo 14LP             | 2 (4)           | 1,5                       | 2,8                       |                           | 64 KB inst. 32 KB de datos por núcleo | 512 KB por núcleo | 4MB   | RX Vega 3 | 192:12:4 3 CU | 1000 MHz | 384                             | DDR4-2400 doble-canal                | 8-10 W  |
| R1505G | 16 de abril de 2019   | GloFo 14LP             | 2 (4)           | 2,4                       | 3,3                       |                           | 64 KB inst. 32 KB de datos por núcleo | 512 KB por núcleo | 4MB   | RX Vega 3 | 192:12:4 3 CU | 1000 MHz | 384                             | DDR4-2400 doble-canal                | 12–25 W |
| R1606G | 16 de abril de 2019   | GloFo 14LP             | 2 (4)           | 2,6                       | 3,5                       |                           | 64 KB inst. 32 KB de datos por núcleo | 512 KB por núcleo | 4MB   | RX Vega 3 | 192:12:4 3 CU | 1200 MHz | 460.8                           | DDR4-2400 doble-canal                | 12–25 W |

1. ↑  AMD define 1 kilobyte (KB) como 1024 bytes, y 1 megabyte (MB) como 1024 kilobytes.[111]
2. ↑  Sombreadores unificados : Unidades de mapeo de texturas : unidades de salida de render y unidades de cómputo (CU)
3. ↑  El rendimiento de precisión simple se calcula a partir de la velocidad del reloj base o turbo (boost) basada en una operación FMA (operación de suma-multiplicación de punto flotante)

### Ryzen 3000

#### CPUs
El 27 de mayo de 2019, en la Computex de Taipei, AMD lanzó su tercera generación de procesadores Ryzen, los cuales usan la arquitectura Zen 2. En esta generación, los procesadores Ryzen utilizan la microarquitectura Matisse, mientras que los procesadores Threadripper están basados en la microarquitectura Castle Peak. El diseño de un Módulo multichip conocido como chiplet, separa los núcleos del procesador, fabricados en el proceso litográfico 7FF de TSMC, y las interfaces E/S, fabricadas en un chiplet con un proceso litográfico de 12nm en GlobalFoundries, y conectados vía Infinity Fabric. La serie Ryzen 3000 utiliza el zócalo AM4 similar a los modelos anteriores y son los primeros procesadores en ofrecer conectividad PCIe versión 4. La nueva arquitectura ofrece un 15% de mejora en las instrucciones por ciclo (IPC) y una reducción "significativa" del uso de energía. Otras mejoras incluyen la duplicación del tamaño del caché L3, un caché de instrucciones L1 re-optimizado, un caché de microoperaciones más grande, el doble del rendimiento del punto flotante, predicción de rama mejorada y mejor búsqueda previa de instrucciones (pre-fetching). Los SKU de 6, 8 y 12 núcleos estuvieron disponibles de forma general el 7 de julio de 2019, y los procesadores de 24 núcleos se lanzaron en noviembre.
El Ryzen Threadripper 3990X, parte de la generación de procesadores Castle Peak, es actualmente el procesador orientado al segmento de consumidor final con el mayor número de núcleos e hilos del mundo, un total de 64 núcleos y 128 hilos, respectivamente. El procesador de la competencia, el Intel Core i9-10980XE, tiene solamente 18 núcleos y 36 hilos. Otros competidores, los procesadores para segmento estaciones de trabajo (Workstation) el Intel Xeon W-3275 y el W-3275M, tienen 56 hilos y tuvieron un costo mayor cuando se lanzaron. 
| Modelo                                         | Fecha de lanzamiento y precio                        | Proceso de Fabricación | Núcleos (hilos)     | Frecuencia de reloj (GHz) | Frecuencia de reloj (GHz) | Caché                                 | Caché               | Caché               | Zócalo (Socket)     | Líneas PCIe         | Soporte de memoria        | TDP                 | Disipador de fábrica (box) |
| Modelo                                         | Fecha de lanzamiento y precio                        | Proceso de Fabricación | Núcleos (hilos)     | Base                      | Boost                     | L1                                    | L2                  | L3                  | Zócalo (Socket)     | Líneas PCIe         | Soporte de memoria        | TDP                 | Disipador de fábrica (box) |
| Segmento de entrada                            | Segmento de entrada                                  | Segmento de entrada    | Segmento de entrada | Segmento de entrada       | Segmento de entrada       | Segmento de entrada                   | Segmento de entrada | Segmento de entrada | Segmento de entrada | Segmento de entrada | Segmento de entrada       | Segmento de entrada | Segmento de entrada        |
| ---------------------------------------------- | ---------------------------------------------------- | ---------------------- | ------------------- | ------------------------- | ------------------------- | ------------------------------------- | ------------------- | ------------------- | ------------------- | ------------------- | ------------------------- | ------------------- | -------------------------- |
| Ryzen 3 3100                                   | 21 de abril de 2020 $99                              | TSMC 7FF               | 4 (8)               | 3,6                       | 3,9                       | 32 KB inst. 32 KB de datos por núcleo | 512 KB por núcleo   | 16 MiB              | AM4                 | 24                  | DDR4-3200 doble-canal     | 65 W                | Wraith Stealth             |
| Ryzen 3 3300X                                  | 21 de abril de 2020 $120                             | TSMC 7FF               | 4 (8)               | 3,8                       | 4,3                       | 32 KB inst. 32 KB de datos por núcleo | 512 KB por núcleo   | 16 MiB              | AM4                 | 24                  | DDR4-3200 doble-canal     | 65 W                | Wraith Stealth             |
| Segmento general                               |                                                      |                        |                     |                           |                           |                                       |                     |                     |                     |                     |                           |                     |                            |
| Ryzen 5 3500                                   | 15 de noviembre de 2019 OEM (occidente) Japón ¥16000 | TSMC 7FF               | 6 (6)               | 3,6                       | 4,1                       | 32 KB inst. 32 KB de datos por núcleo | 512 KB por núcleo   | 16 MiB              | AM4                 | 24                  | DDR4-3200 doble-canal     | 65 W                |                            |
| Ryzen 5 3500X                                  | 8 de octubre de 2019 China ¥1099                     | TSMC 7FF               | 6 (6)               | 3,6                       | 4,1                       | 32 KB inst. 32 KB de datos por núcleo | 512 KB por núcleo   | 32 MiB              | AM4                 | 24                  | DDR4-3200 doble-canal     | 65 W                | Wraith Stealth             |
| Ryzen 5 3600                                   | 7 de julio de 2019 EUA $199                          | TSMC 7FF               | 6 (12)              | 3,6                       | 4,2                       | 32 KB inst. 32 KB de datos por núcleo | 512 KB por núcleo   | 32 MiB              | AM4                 | 24                  | DDR4-3200 doble-canal     | 65 W                | Wraith Stealth             |
| Ryzen 5 Pro 3600                               | 30 de septiembre de 2019 OEM                         | TSMC 7FF               | 6 (12)              | 3,6                       | 4,2                       | 32 KB inst. 32 KB de datos por núcleo | 512 KB por núcleo   | 32 MiB              | AM4                 | 24                  | DDR4-3200 doble-canal     | 65 W                |                            |
| Ryzen 5 3600X                                  | 7 de julio de 2019 EUA $249                          | TSMC 7FF               | 6 (12)              | 3,8                       | 4,4                       | 32 KB inst. 32 KB de datos por núcleo | 512 KB por núcleo   | 32 MiB              | AM4                 | 24                  | DDR4-3200 doble-canal     | 95 W                | Wraith Spire v2            |
| Ryzen 5 3600XT                                 | 7 de julio de 2020 EUA $249                          | TSMC 7FF               | 6 (12)              | 3,8                       | 4,5                       | 32 KB inst. 32 KB de datos por núcleo | 512 KB por núcleo   | 32 MiB              | AM4                 | 24                  | DDR4-3200 doble-canal     | 95 W                | Wraith Spire v2            |
| Segmento rendimiento                           |                                                      |                        |                     |                           |                           |                                       |                     |                     |                     |                     |                           |                     |                            |
| Ryzen 7 Pro 3700                               | 30 de septiembre de 2019 OEM                         | TSMC 7FF               | 8 (16)              | 3,6                       | 4,4                       | 32 KB inst. 32 KB de datos por núcleo | 512 KB por núcleo   | 32 MiB              | AM4                 | 24                  | DDR4-3200 doble-canal     | 65 W                |                            |
| Ryzen 7 3700X                                  | 7 de julio de 2019 EUA $329                          | TSMC 7FF               | 8 (16)              | 3,6                       | 4,4                       | 32 KB inst. 32 KB de datos por núcleo | 512 KB por núcleo   | 32 MiB              | AM4                 | 24                  | DDR4-3200 doble-canal     | 65 W                | Wraith Prism               |
| Ryzen 7 3800X                                  | 7 de julio de 2019 EUA $399                          | TSMC 7FF               | 8 (16)              | 3,9                       | 4,5                       | 32 KB inst. 32 KB de datos por núcleo | 512 KB por núcleo   | 32 MiB              | AM4                 | 24                  | DDR4-3200 doble-canal     | 105 W               | Wraith Prism               |
| Ryzen 7 3800XT                                 | 7 de julio de 2020 EUA $399                          | TSMC 7FF               | 8 (16)              | 3,9                       | 4,7                       | 32 KB inst. 32 KB de datos por núcleo | 512 KB por núcleo   | 32 MiB              | AM4                 | 24                  | DDR4-3200 doble-canal     | 105 W               |                            |
| Segmento entusiasta                            |                                                      |                        |                     |                           |                           |                                       |                     |                     |                     |                     |                           |                     |                            |
| Ryzen 9 3900                                   | 8 de octubre de 2019 OEM                             | TSMC 7FF               | 12 (24)             | 3,1                       | 4,3                       | 32 KB inst. 32 KB de datos por núcleo | 512 KB por núcleo   | 64 MiB              | AM4                 | 24                  | DDR4-3200 doble-canal     | 65 W                |                            |
| Ryzen 9 Pro 3900                               | 30 de septiembre de 2019 OEM                         | TSMC 7FF               | 12 (24)             | 3,1                       | 4,3                       | 32 KB inst. 32 KB de datos por núcleo | 512 KB por núcleo   | 64 MiB              | AM4                 | 24                  | DDR4-3200 doble-canal     | 65 W                |                            |
| Ryzen 9 3900X                                  | 7 de julio de 2019 EUA $499                          | TSMC 7FF               | 12 (24)             | 3,8                       | 4,6                       | 32 KB inst. 32 KB de datos por núcleo | 512 KB por núcleo   | 64 MiB              | AM4                 | 24                  | DDR4-3200 doble-canal     | 105 W               | Wraith Prism               |
| Ryzen 9 3900XT                                 | 7 de julio de 2020 EUA $499                          | TSMC 7FF               | 12 (24)             | 3,8                       | 4,7                       | 32 KB inst. 32 KB de datos por núcleo | 512 KB por núcleo   | 64 MiB              | AM4                 | 24                  | DDR4-3200 doble-canal     | 105 W               |                            |
| Ryzen 9 3950X                                  | 25 de noviembre de 2019 EUA $749                     | TSMC 7FF               | 16 (32)             | 3,5                       | 4,7                       | 32 KB inst. 32 KB de datos por núcleo | 512 KB por núcleo   | 64 MiB              | AM4                 | 24                  | DDR4-3200 doble-canal     | 105 W               |                            |
| Segmento escritorio de alto rendimiento (HEDT) |                                                      |                        |                     |                           |                           |                                       |                     |                     |                     |                     |                           |                     |                            |
| Ryzen Threadripper 3960X                       | 25 de noviembre de 2019 EUA $1399                    | TSMC 7FF               | 24 (48)             | 3,8                       | 4,5                       | 32 KB inst. 32 KB de datos por núcleo | 512 KB por núcleo   | 128 MiB             | sTRX4               | 64                  | DDR4-3200 cuádruple-canal | 280 W               |                            |
| Ryzen Threadripper 3970X                       | 25 de noviembre de 2019 EUA $1999                    | TSMC 7FF               | 32 (64)             | 3,7                       | 4,5                       | 32 KB inst. 32 KB de datos por núcleo | 512 KB por núcleo   | 128 MiB             | sTRX4               | 64                  | DDR4-3200 cuádruple-canal | 280 W               |                            |
| Ryzen Threadripper 3990X                       | 7 de febrero de 2020 EUA $3990                       | TSMC 7FF               | 64 (128)            | 2,9                       | 4,3                       | 32 KB inst. 32 KB de datos por núcleo | 512 KB por núcleo   | 256 MiB             | sTRX4               | 64                  | DDR4-3200 cuádruple-canal | 280 W               |                            |
| Segmento estaciones de trabajo (Workstation)   |                                                      |                        |                     |                           |                           |                                       |                     |                     |                     |                     |                           |                     |                            |
| Ryzen Threadripper Pro 3945WX                  | 14 de julio de 2020 OEM                              | TSMC 7FF               | 12 (24)             | 4,0                       | 4,4                       | 32 KB inst. 32 KB de datos por núcleo | 512 KB por núcleo   | 64 MiB              | sWRX8               | 128                 | DDR4-3200 cuádruple-canal | 280 W               |                            |
| Ryzen Threadripper Pro 3955WX                  | 14 de julio de 2020 OEM                              | TSMC 7FF               | 16 (32)             | 3,9                       | 4,4                       | 32 KB inst. 32 KB de datos por núcleo | 512 KB por núcleo   | 64 MiB              | sWRX8               | 128                 | DDR4-3200 cuádruple-canal | 280 W               |                            |
| Ryzen Threadripper Pro 3975WX                  | 14 de julio de 2020 OEM                              | TSMC 7FF               | 32 (64)             | 3,5                       | 4,35                      | 32 KB inst. 32 KB de datos por núcleo | 512 KB por núcleo   | 128 MiB             | sWRX8               | 128                 | DDR4-3200 cuádruple-canal | 280 W               |                            |
| Ryzen Threadripper Pro 3995WX                  | 14 de julio de 2020 OEM                              | TSMC 7FF               | 64 (128)            | 2,7                       | 4,3                       | 32 KB inst. 32 KB de datos por núcleo | 512 KB por núcleo   | 256 MiB             | sWRX8               | 128                 | DDR4-3200 cuádruple-canal | 280 W               |                            |

1. ↑  AMD en su documentación técnica usa "KB", que define como "Kilobyte" y es igual a 1024 bytes (1 KiB), y "MB", lo define como "Megabyte" y es igual a 1024 "KB" (1 MiB).[65]
2. ↑  El término box hace referencia a los procesadores que son vendidos en caja junto con un disipador de calor (processor in a box), sin embargo, existen versiones de estos que son vendidos sin incluir el disipador, llamados en inglés: processor in a box without fan (WOF).[118]
3. ↑  El Ryzen 7 3700X puede consumir más de 90 W bajo carga.[125]
4. ↑  El Ryzen 9 3900X y Ryzen 9 3950X pueden consumir más de 145 W bajo carga.[125]
5. ↑  El Ryzen Threadripper 3990X puede consumir más de 490 W bajo carga.[127]

Los procesadores de 4-, 6- y 8-núcleos tienen un solo chiplet. Los procesadores de12- y 16-núcleos tienen dos chiplets. En ambos casos el chip de las interfaces E/S (I/O Die) es el mismo.
Los Threadripper de 24- y 32-núcleos tienen cuatro chiplets. El procesador de 64-núcleos tiene ocho chiplets. Todos los procesadores Threadripper usan el mismo chip E/S.

#### APUs

##### Escritorio
| Modelo             | Fecha de lanzamiento y precio | Proceso de Fabricación | CPU             | CPU                       | CPU                       | CPU                                   | CPU               | CPU   | GPU        | GPU             | GPU      | GPU                             | Soporte de memoria    | TDP  |
| Modelo             | Fecha de lanzamiento y precio | Proceso de Fabricación | Núcleos (hilos) | Frecuencia de reloj (GHz) | Frecuencia de reloj (GHz) | Caché                                 | Caché             | Caché | Modelo     | Config.         | Reloj    | Poder de procesamiento (GFLOPS) | Soporte de memoria    | TDP  |
| Modelo             | Fecha de lanzamiento y precio | Proceso de Fabricación | Núcleos (hilos) | Base                      | Boost                     | L1                                    | L2                | L3    | Modelo     | Config.         | Reloj    | Poder de procesamiento (GFLOPS) | Soporte de memoria    | TDP  |
| ------------------ | ----------------------------- | ---------------------- | --------------- | ------------------------- | ------------------------- | ------------------------------------- | ----------------- | ----- | ---------- | --------------- | -------- | ------------------------------- | --------------------- | ---- |
| Ryzen 3 Pro 3200GE | 30 de septiembre de 2019      | 12nm                   | 4 (4)           | 3.3                       | 3.8                       | 64 KB inst. 32 KB de datos por núcleo | 512 KB por núcleo | 4 MB  | RX Vega 8  | 512:32:16 8 CU  | 1200 MHz | 1228.8                          | DDR4-2933 doble-canal | 35 W |
| Ryzen 3 3200G      | 7 de julio de 2019 US $99     | 12nm                   | 4 (4)           | 3.6                       | 4.0                       | 64 KB inst. 32 KB de datos por núcleo | 512 KB por núcleo | 4 MB  | RX Vega 8  | 512:32:16 8 CU  | 1250 MHz | 1280                            | DDR4-2933 doble-canal | 65 W |
| Ryzen 3 Pro 3200G  | 30 de septiembre de 2019      | 12nm                   | 4 (4)           | 3.6                       | 4.0                       | 64 KB inst. 32 KB de datos por núcleo | 512 KB por núcleo | 4 MB  | RX Vega 8  | 512:32:16 8 CU  | 1250 MHz | 1280                            | DDR4-2933 doble-canal | 65 W |
| Ryzen 5 Pro 3400GE | 30 de septiembre de 2019      | 12nm                   | 4 (8)           | 3.3                       | 4.0                       | 64 KB inst. 32 KB de datos por núcleo | 512 KB por núcleo | 4 MB  | RX Vega 11 | 704:44:16 11 CU | 1300 MHz | 1830.4                          | DDR4-2933 doble-canal | 35 W |
| Ryzen 5 3400G      | 7 de julio de 2019 US $149    | 12nm                   | 4 (8)           | 3.7                       | 4.2                       | 64 KB inst. 32 KB de datos por núcleo | 512 KB por núcleo | 4 MB  | RX Vega 11 | 704:44:16 11 CU | 1400 MHz | 1971.2                          | DDR4-2933 doble-canal | 65 W |
| Ryzen 5 Pro 3400G  | 30 de septiembre de 2019      | 12nm                   | 4 (8)           | 3.7                       | 4.2                       | 64 KB inst. 32 KB de datos por núcleo | 512 KB por núcleo | 4 MB  | RX Vega 11 | 704:44:16 11 CU | 1400 MHz | 1971.2                          | DDR4-2933 doble-canal | 65 W |

1. ↑  AMD define 1 kilobyte (KB) como 1024 bytes, y 1 megabyte (MB) como 1024 kilobytes.[78]
2. ↑  Sombreadores unificados : Unidades de mapeo de texturas : unidades de salida de render y unidades de cómputo (CU)
3. ↑  El rendimiento de precisión simple se calcula a partir de la velocidad del reloj base o turbo (boost) basada en una operación FMA (operación de suma-multiplicación de punto flotante)

##### Móviles
| Modelo            | Fecha de lanzamiento | Proceso de Fabricación | CPU             | CPU                       | CPU                       | CPU                                   | CPU               | CPU   | GPU     | GPU             | GPU      | GPU                             | Soporte de memoria    | TDP  | Número de parte |
| Modelo            | Fecha de lanzamiento | Proceso de Fabricación | Núcleos (hilos) | Frecuencia de reloj (GHz) | Frecuencia de reloj (GHz) | Caché                                 | Caché             | Caché | Modelo  | Config.         | Reloj    | Poder de procesamiento (GFLOPS) | Soporte de memoria    | TDP  | Número de parte |
| Modelo            | Fecha de lanzamiento | Proceso de Fabricación | Núcleos (hilos) | Base                      | Boost                     | L1                                    | L2                | L3    | Modelo  | Config.         | Reloj    | Poder de procesamiento (GFLOPS) | Soporte de memoria    | TDP  | Número de parte |
| ----------------- | -------------------- | ---------------------- | --------------- | ------------------------- | ------------------------- | ------------------------------------- | ----------------- | ----- | ------- | --------------- | -------- | ------------------------------- | --------------------- | ---- | --------------- |
| Ryzen 3 3300U     | 6 de enero de 2019   | GloFo 12LP (14LP+)     | 4 (4)           | 2,1                       | 3,5                       | 64 KB inst. 32 KB de datos por núcleo | 512 KB por núcleo | 4 MB  | Vega 6  | 384:24:8 6 CU   | 1200 MHz | 921.6                           | DDR4-2400 doble-canal | 15 W | YM3300C4T4MFG   |
| Ryzen 3 PRO 3300U | 6 de enero de 2019   | GloFo 12LP (14LP+)     | 4 (4)           | 2,1                       | 3,5                       | 64 KB inst. 32 KB de datos por núcleo | 512 KB por núcleo | 4 MB  | Vega 6  | 384:24:8 6 CU   | 1200 MHz | 921.6                           | DDR4-2400 doble-canal | 15 W | YM330BC4T4MFG   |
| Ryzen 5 3500U     | 6 de enero de 2019   | GloFo 12LP (14LP+)     | 4 (8)           | 2,1                       | 3,7                       | 64 KB inst. 32 KB de datos por núcleo | 512 KB por núcleo | 4 MB  | Vega 8  | 512:32:16 8 CU  | 1200 MHz | 1228.8                          | DDR4-2400 doble-canal | 15 W | YM3500C4T4MFG   |
| Ryzen 5 PRO 3500U | 6 de enero de 2019   | GloFo 12LP (14LP+)     | 4 (8)           | 2,1                       | 3,7                       | 64 KB inst. 32 KB de datos por núcleo | 512 KB por núcleo | 4 MB  | Vega 8  | 512:32:16 8 CU  | 1200 MHz | 1228.8                          | DDR4-2400 doble-canal | 15 W | YM350BC4T4MFG   |
| Ryzen 5 3550H     | 6 de enero de 2019   | GloFo 12LP (14LP+)     | 4 (8)           | 2,1                       | 3,7                       | 64 KB inst. 32 KB de datos por núcleo | 512 KB por núcleo | 4 MB  | Vega 8  | 512:32:16 8 CU  | 1200 MHz | 1228.8                          | DDR4-2400 doble-canal | 35 W | YM3500C4T4MFG   |
| Ryzen 5 3580U     | Octubre de 2019      | GloFo 12LP (14LP+)     | 4 (8)           | 2,1                       | 3,7                       | 64 KB inst. 32 KB de datos por núcleo | 512 KB por núcleo | 4 MB  | Vega 9  | 576:36:16 9 CU  | 1300 MHz | 1497.6                          | DDR4-2400 doble-canal | 15 W |                 |
| Ryzen 7 3700U     | 6 de enero de 2019   | GloFo 12LP (14LP+)     | 4 (8)           | 2,3                       | 4,0                       | 64 KB inst. 32 KB de datos por núcleo | 512 KB por núcleo | 4 MB  | Vega 10 | 640:40:16 10 CU | 1400 MHz | 1792.0                          | DDR4-2400 doble-canal | 15 W | YM3700C4T4MFG   |
| Ryzen 7 PRO 3700U | 6 de enero de 2019   | GloFo 12LP (14LP+)     | 4 (8)           | 2,3                       | 4,0                       | 64 KB inst. 32 KB de datos por núcleo | 512 KB por núcleo | 4 MB  | Vega 10 | 640:40:16 10 CU | 1400 MHz | 1792.0                          | DDR4-2400 doble-canal | 15 W | YM370BC4T4MFG   |
| Ryzen 7 3750H     | 6 de enero de 2019   | GloFo 12LP (14LP+)     | 4 (8)           | 2,3                       | 4,0                       | 64 KB inst. 32 KB de datos por núcleo | 512 KB por núcleo | 4 MB  | Vega 10 | 640:40:16 10 CU | 1400 MHz | 1792.0                          | DDR4-2400 doble-canal | 35 W | YM3700C4T4MFG   |
| Ryzen 7 3780U     | Octubre de 2019      | GloFo 12LP (14LP+)     | 4 (8)           | 2,3                       | 4,0                       | 64 KB inst. 32 KB de datos por núcleo | 512 KB por núcleo | 4 MB  | Vega 11 | 704:44:16 11 CU | 1400 MHz | 1971.2                          | DDR4-2400 doble-canal | 15 W |                 |

1. ↑  AMD define 1 kilobyte (KB) como 1024 bytes, y 1 megabyte (MB) como 1024 kilobytes.[65]
2. ↑  Sombreadores unificados : Unidades de mapeo de texturas : unidades de salida de render y unidades de cómputo (CU)
3. ↑  El rendimiento de precisión simple se calcula a partir de la velocidad del reloj base o turbo (boost) basada en una operación FMA (operación de suma-multiplicación de punto flotante)

### Ryzen 4000

#### APUs
Las APUs Ryzen 4000 están basadas en Renoir, una actualización de los núcleos de CPU Zen 2 Matisse, junto con núcleos de GPU Radeon Vega. Se lanzaron solo a fabricantes OEM a mediados de 2020.

##### Escritorio
| Modelo             | Fecha de lanzamiento y precio | Proceso de Fabricación | CPU             | CPU                       | CPU                       | CPU                                   | CPU               | CPU   | GPU        | GPU           | GPU      | GPU                             | Soporte de memoria    | TDP  |
| Modelo             | Fecha de lanzamiento y precio | Proceso de Fabricación | Núcleos (hilos) | Frecuencia de reloj (GHz) | Frecuencia de reloj (GHz) | Caché                                 | Caché             | Caché | Modelo     | Config.       | Reloj    | Poder de procesamiento (GFLOPS) | Soporte de memoria    | TDP  |
| Modelo             | Fecha de lanzamiento y precio | Proceso de Fabricación | Núcleos (hilos) | Base                      | Boost                     | L1                                    | L2                | L3    | Modelo     | Config.       | Reloj    | Poder de procesamiento (GFLOPS) | Soporte de memoria    | TDP  |
| ------------------ | ----------------------------- | ---------------------- | --------------- | ------------------------- | ------------------------- | ------------------------------------- | ----------------- | ----- | ---------- | ------------- | -------- | ------------------------------- | --------------------- | ---- |
| Ryzen 3 4300GE     | Segundo semestre del 2020     | TSMC 7FF               | 4 (8)           | 3,5                       | 4,0                       | 32 KB inst. 32 KB de datos por núcleo | 512 KB por núcleo | 8 MB  | 7nm Vega 6 | 384:24:8 6 CU | 1700 MHz | 1305.6                          | DDR4-3200 doble-canal | 35 W |
| Ryzen 3 Pro 4350GE | Segundo semestre del 2020     | TSMC 7FF               | 4 (8)           | 3,5                       | 4,0                       | 32 KB inst. 32 KB de datos por núcleo | 512 KB por núcleo | 8 MB  | 7nm Vega 6 | 384:24:8 6 CU | 1700 MHz | 1305.6                          | DDR4-3200 doble-canal | 35 W |
| Ryzen 3 4300G      | Segundo semestre del 2020     | TSMC 7FF               | 4 (8)           | 3,8                       | 4,0                       | 32 KB inst. 32 KB de datos por núcleo | 512 KB por núcleo | 8 MB  | 7nm Vega 6 | 384:24:8 6 CU | 1700 MHz | 1305.6                          | DDR4-3200 doble-canal | 65 W |
| Ryzen 3 Pro 4350G  | Segundo semestre del 2020     | TSMC 7FF               | 4 (8)           | 3,8                       | 4,0                       | 32 KB inst. 32 KB de datos por núcleo | 512 KB por núcleo | 8 MB  | 7nm Vega 6 | 384:24:8 6 CU | 1700 MHz | 1305.6                          | DDR4-3200 doble-canal | 65 W |
| Ryzen 5 4600GE     | Segundo semestre del 2020     | TSMC 7FF               | 6 (12)          | 3,3                       | 4,2                       | 32 KB inst. 32 KB de datos por núcleo | 512 KB por núcleo | 8 MB  | 7nm Vega 7 | 448:28:8 7 CU | 1900 MHz | 1702.4                          | DDR4-3200 doble-canal | 35 W |
| Ryzen 5 Pro 4650GE | Segundo semestre del 2020     | TSMC 7FF               | 6 (12)          | 3,3                       | 4,2                       | 32 KB inst. 32 KB de datos por núcleo | 512 KB por núcleo | 8 MB  | 7nm Vega 7 | 448:28:8 7 CU | 1900 MHz | 1702.4                          | DDR4-3200 doble-canal | 35 W |
| Ryzen 5 4600G      | Segundo semestre del 2020     | TSMC 7FF               | 6 (12)          | 3,7                       | 4,2                       | 32 KB inst. 32 KB de datos por núcleo | 512 KB por núcleo | 8 MB  | 7nm Vega 7 | 448:28:8 7 CU | 1900 MHz | 1702.4                          | DDR4-3200 doble-canal | 65 W |
| Ryzen 5 Pro 4650G  | Segundo semestre del 2020     | TSMC 7FF               | 6 (12)          | 3,7                       | 4,2                       | 32 KB inst. 32 KB de datos por núcleo | 512 KB por núcleo | 8 MB  | 7nm Vega 7 | 448:28:8 7 CU | 1900 MHz | 1702.4                          | DDR4-3200 doble-canal | 65 W |
| Ryzen 7 4700GE     | Segundo semestre del 2020     | TSMC 7FF               | 8 (16)          | 3,1                       | 4,3                       | 32 KB inst. 32 KB de datos por núcleo | 512 KB por núcleo | 8 MB  | 7nm Vega 8 | 512:32:8 8 CU | 2000 MHz | 2048                            | DDR4-3200 doble-canal | 35 W |
| Ryzen 7 Pro 4750GE | Segundo semestre del 2020     | TSMC 7FF               | 8 (16)          | 3,1                       | 4,3                       | 32 KB inst. 32 KB de datos por núcleo | 512 KB por núcleo | 8 MB  | 7nm Vega 8 | 512:32:8 8 CU | 2000 MHz | 2048                            | DDR4-3200 doble-canal | 35 W |
| Ryzen 7 4700G      | Segundo semestre del 2020     | TSMC 7FF               | 8 (16)          | 3,6                       | 4,4                       | 32 KB inst. 32 KB de datos por núcleo | 512 KB por núcleo | 8 MB  | 7nm Vega 8 | 512:32:8 8 CU | 2100 MHz | 2150.4                          | DDR4-3200 doble-canal | 65 W |
| Ryzen 7 Pro 4750G  | Segundo semestre del 2020     | TSMC 7FF               | 8 (16)          | 3,6                       | 4,4                       | 32 KB inst. 32 KB de datos por núcleo | 512 KB por núcleo | 8 MB  | 7nm Vega 8 | 512:32:8 8 CU | 2100 MHz | 2150.4                          | DDR4-3200 doble-canal | 65 W |

1. ↑  AMD define 1 kilobyte (KB) como 1024 bytes, y 1 megabyte (MB) como 1024 kilobytes.[78]
2. ↑  Sombreadores unificados : Unidades de mapeo de texturas : unidades de salida de render y unidades de cómputo (CU)
3. ↑  El rendimiento de precisión simple se calcula a partir de la velocidad del reloj base o turbo (boost) basada en una operación FMA (operación de suma-multiplicación de punto flotante)

##### Móviles
APUs Zen 2, basadas en la microarquitectura Renoir de 7 nm, comercializadas como Ryzen 4000.
| Modelo            | Fecha de lanzamiento | Proceso de fabricación | CPU                   | CPU                       | CPU                       | CPU                                   | CPU               | CPU   | GPU                      | GPU      | GPU                                | Soporte de memoria                | TDP     | Número de parte |
| Modelo            | Fecha de lanzamiento | Proceso de fabricación | Núcleos/ FPUs (hilos) | Frecuencia de reloj (GHz) | Frecuencia de reloj (GHz) | Caché                                 | Caché             | Caché | Modelo y config.         | Reloj    | Potencia de procesamiento (GFLOPS) | Soporte de memoria                | TDP     | Número de parte |
| Modelo            | Fecha de lanzamiento | Proceso de fabricación | Núcleos/ FPUs (hilos) | Base                      | Boost                     | L1                                    | L2                | L3    | Modelo y config.         | Reloj    | Potencia de procesamiento (GFLOPS) | Soporte de memoria                | TDP     | Número de parte |
| ----------------- | -------------------- | ---------------------- | --------------------- | ------------------------- | ------------------------- | ------------------------------------- | ----------------- | ----- | ------------------------ | -------- | ---------------------------------- | --------------------------------- | ------- | --------------- |
| Ryzen 3 4300U     | 16 de marzo de 2020  | TSMC 7FF               | 4 (4)                 | 2,7                       | 3,7                       | 32 KB inst. 32 KB de datos por núcleo | 512 KB por núcleo | 4 MB  | 7nm Vega 5 320:20:8 5 CU | 1400 MHz | 896                                | DDR4-3200 LPDDR4-4266 doble-canal | 10-25 W | 100-000000085   |
| Ryzen 3 Pro 4450U | 7 de mayo de 2020    | TSMC 7FF               | 4 (8)                 | 2,5                       | 3,7                       | 32 KB inst. 32 KB de datos por núcleo | 512 KB por núcleo | 4 MB  | 7nm Vega 5 320:20:8 5 CU | 1400 MHz | 896                                | DDR4-3200 LPDDR4-4266 doble-canal | 10-25 W | 100-000000104   |
| Ryzen 5 4500U     | 16 de marzo de 2020  | TSMC 7FF               | 6 (6)                 | 2,3                       | 4,0                       | 32 KB inst. 32 KB de datos por núcleo | 512 KB por núcleo | 8 MB  | 7nm Vega 6 384:24:8 6 CU | 1500 MHz | 1152                               | DDR4-3200 LPDDR4-4266 doble-canal | 10-25 W | 100-000000084   |
| Ryzen 5 4600U     | 16 de marzo de 2020  | TSMC 7FF               | 6 (12)                | 2,1                       | 4,0                       | 32 KB inst. 32 KB de datos por núcleo | 512 KB por núcleo | 8 MB  | 7nm Vega 6 384:24:8 6 CU | 1500 MHz | 1152                               | DDR4-3200 LPDDR4-4266 doble-canal | 10-25 W | 100-000000105   |
| Ryzen 5 Pro 4650U | 7 de mayo de 2020    | TSMC 7FF               | 6 (12)                | 2,1                       | 4,0                       | 32 KB inst. 32 KB de datos por núcleo | 512 KB por núcleo | 8 MB  | 7nm Vega 6 384:24:8 6 CU | 1500 MHz | 1152                               | DDR4-3200 LPDDR4-4266 doble-canal | 10-25 W | 100-000000103   |
| Ryzen 5 4600HS    | 16 de marzo de 2020  | TSMC 7FF               | 6 (12)                | 3,0                       | 4,0                       | 32 KB inst. 32 KB de datos por núcleo | 512 KB por núcleo | 8 MB  | 7nm Vega 6 384:24:8 6 CU | 1500 MHz | 1152                               | DDR4-3200 LPDDR4-4266 doble-canal | 35 W    |                 |
| Ryzen 5 4600H     | 16 de marzo de 2020  | TSMC 7FF               | 6 (12)                | 3,0                       | 4,0                       | 32 KB inst. 32 KB de datos por núcleo | 512 KB por núcleo | 8 MB  | 7nm Vega 6 384:24:8 6 CU | 1500 MHz | 1152                               | DDR4-3200 LPDDR4-4266 doble-canal | 35-54 W | 100-000000100   |
| Ryzen 7 4700U     | 16 de marzo de 2020  | TSMC 7FF               | 8 (8)                 | 2,0                       | 4,1                       | 32 KB inst. 32 KB de datos por núcleo | 512 KB por núcleo | 8 MB  | 7nm Vega 7 448:28:8 7 CU | 1600 MHz | 1433.6                             | DDR4-3200 LPDDR4-4266 doble-canal | 10-25 W | 100-000000083   |
| Ryzen 7 Pro 4750U | 7 de mayo de 2020    | TSMC 7FF               | 8 (16)                | 1,7                       | 4,1                       | 32 KB inst. 32 KB de datos por núcleo | 512 KB por núcleo | 8 MB  | 7nm Vega 7 448:28:8 7 CU | 1600 MHz | 1433.6                             | DDR4-3200 LPDDR4-4266 doble-canal | 10-25 W | 100-000000101   |
| Ryzen 7 4800U     | 16 de marzo de 2020  | TSMC 7FF               | 8 (16)                | 1,8                       | 4,2                       | 32 KB inst. 32 KB de datos por núcleo | 512 KB por núcleo | 8 MB  | 7nm Vega 8 512:32:8 8 CU | 1750 MHz | 1792                               | DDR4-3200 LPDDR4-4266 doble-canal | 10-25 W | 100-000000082   |
| Ryzen 7 4800HS    | 16 de marzo de 2020  | TSMC 7FF               | 8 (16)                | 2,9                       | 4,2                       | 32 KB inst. 32 KB de datos por núcleo | 512 KB por núcleo | 8 MB  | 7nm Vega 7 448:28:8 7 CU | 1600 MHz | 1433,6                             | DDR4-3200 LPDDR4-4266 doble-canal | 35 W    |                 |
| Ryzen 7 4800H     | 16 de marzo de 2020  | TSMC 7FF               | 8 (16)                | 2,9                       | 4,2                       | 32 KB inst. 32 KB de datos por núcleo | 512 KB por núcleo | 8 MB  | 7nm Vega 7 448:28:8 7 CU | 1600 MHz | 1433,6                             | DDR4-3200 LPDDR4-4266 doble-canal | 35-54 W | 100-000000098   |
| Ryzen 9 4900HS    | 16 de marzo de 2020  | TSMC 7FF               | 8 (16)                | 3                         | 4,3                       | 32 KB inst. 32 KB de datos por núcleo | 512 KB por núcleo | 8 MB  | 7nm Vega 8 512:32:8 8 CU | 1750 MHz | 1792                               | DDR4-3200 LPDDR4-4266 doble-canal | 35 W    |                 |
| Ryzen 9 4900H     | 16 de marzo de 2020  | TSMC 7FF               | 8 (16)                | 3,3                       | 4,4                       | 32 KB inst. 32 KB de datos por núcleo | 512 KB por núcleo | 8 MB  | 7nm Vega 8 512:32:8 8 CU | 1750 MHz | 1792                               | DDR4-3200 LPDDR4-4266 doble-canal | 35-54W  |                 |

1. ↑  AMD en su documentación técnica usa KB, lo cual define como Kilobyte y equivale a 1024 bytes, y MB, lo cual define como Megabyte y equivale a 1024 KB.[153]
2. ↑  Sombreadores unificados : Unidades de mapeo de texturas : unidades de salida de render y unidades de cómputo (CU)
3. ↑  El rendimiento de precisión simple se calcula a partir de la velocidad del reloj base o turbo (boost) basada en una operación FMA (operación de suma-multiplicación de punto flotante)

### Ryzen 5000
La serie de escritorio Ryzen 5000, basada en la microarquitectura Zen 3, se anunció el 8 de octubre de 2020. Utilizan un proceso de fabricación mejorado de 7 nm. Los núcleos de los procesadores Ryzen 5000 para el segmento de consumo general tienen nombre en clave Vermeer. Los núcleos de los procesadores Threadripper 4000 para segmento entusiasta/estaciones de trabajo tienen nombre en clave Genesis.

#### CPUs
| Modelo               | Fecha de lanzamiento y precio  | Proceso de Fabricación | Núcleos (hilos)  | Frecuencia de reloj (GHz) | Frecuencia de reloj (GHz) | Caché                                        | Caché              | Caché            | Zócalo (Socket)  | Líneas PCIe      | Soporte de memoria    | TDP              | Disipador térmico |
| Modelo               | Fecha de lanzamiento y precio  | Proceso de Fabricación | Núcleos (hilos)  | Base                      | Boost                     | L1                                           | L2                 | L3               | Zócalo (Socket)  | Líneas PCIe      | Soporte de memoria    | TDP              | Disipador térmico |
| Segmento general     | Segmento general               | Segmento general       | Segmento general | Segmento general          | Segmento general          | Segmento general                             | Segmento general   | Segmento general | Segmento general | Segmento general | Segmento general      | Segmento general | Segmento general  |
| -------------------- | ------------------------------ | ---------------------- | ---------------- | ------------------------- | ------------------------- | -------------------------------------------- | ------------------ | ---------------- | ---------------- | ---------------- | --------------------- | ---------------- | ----------------- |
| Ryzen 5 5600X        | 5 de noviembre de 2020 US $299 | TSMC 7FF               | 6 (12)           | 3,7                       | 4,6                       | 32 KiB instrucciones 32 KiB datos por núcleo | 512 KiB por núcleo | 32 MiB           | AM4              | 24               | DDR4-3200 doble-canal | 65 W             | Wraith Stealth    |
| Segmento rendimiento |                                |                        |                  |                           |                           |                                              |                    |                  |                  |                  |                       |                  |                   |
| Ryzen 7 5800X        | 5 de noviembre de 2020 US $449 | TSMC 7FF               | 8 (16)           | 3,8                       | 4,7                       | 32 KiB instrucciones 32 KiB datos por núcleo | 512 KiB por núcleo | 32 MiB           | AM4              | 24               | DDR4-3200 doble-canal | 105 W            |                   |
| Segmento entusiasta  |                                |                        |                  |                           |                           |                                              |                    |                  |                  |                  |                       |                  |                   |
| Ryzen 9 5900X        | 5 de noviembre de 2020 US $549 | TSMC 7FF               | 12 (24)          | 3,7                       | 4,8                       | 32 KiB instrucciones 32 KiB datos por núcleo | 512 KiB por núcleo | 64 MiB           | AM4              | 24               | DDR4-3200 doble-canal | 105 W            |                   |
| Ryzen 9 5950X        | 5 de noviembre de 2020 US $799 | TSMC 7FF               | 16 (32)          | 3,4                       | 4,9                       | 32 KiB instrucciones 32 KiB datos por núcleo | 512 KiB por núcleo | 64 MiB           | AM4              | 24               | DDR4-3200 doble-canal | 105 W            |                   |

1. ↑  AMD en su documentación técnica usa "KB", lo cual define como "Kilobyte" y equivale a 1024 bytes (1 KiB), y "MB", lo cual define como "Megabyte" y equivale a 1024 "KB" (1 MiB).[65]

### Ryzen 7000
En mayo de 2022, AMD reveló su hoja de ruta que muestra la serie de procesadores Ryzen 7000 para su lanzamiento más tarde ese año, basándose en la nueva arquitectura Zen 4 en 5 nm. Se incluyen compatibilidad con DDR5 y PCIe 5.0, así como el cambio al nuevo zócalo AM5. El 23 de mayo de 2022 en el discurso de apertura de Computex de AMD, AMD anunció oficialmente que Ryzen 7000 se lanzará en el otoño de 2022, mostrando una CPU de 16 núcleos que alcanza velocidades de aumento de 5,5 GHz y afirmando un aumento del 15 % en el rendimiento de un solo hilo. Los cuatro modelos iniciales de la serie Ryzen 7000, que van desde Ryzen 5 a Ryzen 9, se lanzaron el 27 de septiembre de 2022.
La memoria caché L2 por núcleo se duplica a 1 MB desde Zen 3. La matriz de E/S pasó de un proceso de 14 nm a 6 nm e incorpora una GPU RDNA 2 integrada en todos los modelos Ryzen 7000, así como compatibilidad con DDR5 y PCIe 5.0 . La RAM DDR4 no es compatible con Ryzen 7000. Según Gamers Nexus, AMD dijo que la GPU RDNA estaba destinada para el uso en oficina y no para juegos. La potencia operativa de AM5 aumenta a 170 W desde los 105 W de AM4, con un consumo de energía máximo absoluto o "Power Package Tracking" (PPT) de 230 W.  Dentro de las Características comunes de las CPU de escritorio Ryzen 7000:
- Zócalo: AM5.
- Todas las CPU admiten DDR5-5200 en modo de doble canal.
- Caché L1: 64 KB (32 KB de datos + 32 KB de instrucción) por núcleo.
- Caché L2: 1 MB por núcleo.
- Todas las CPU admiten 28 carriles PCIe 5.0. 4 de los carriles están reservados como enlace al chipset.
- Incluye GPU RDNA2 integrada con 2 CU y base, aumenta las velocidades de reloj de 0,4 GHz, 2,2 GHz.
- Proceso de fabricación: TSMC N5.

| Modelo  | Modelo  | Núcleos (Hilos) | Frecuencia (GHz) | Frecuencia (GHz) | L3 cache (total) | TDP   | Chiplets         | Núcleo | Lanzamiento date          | Precio de lanzamiento |
| Modelo  | Modelo  | Núcleos (Hilos) | Base             | Boost            | L3 cache (total) | TDP   | Chiplets         | Núcleo | Lanzamiento date          | Precio de lanzamiento |
| ------- | ------- | --------------- | ---------------- | ---------------- | ---------------- | ----- | ---------------- | ------ | ------------------------- | --------------------- |
| Ryzen 9 | 7950X3D | 16 (32)         | 4.2              | 5.7              | 128 MB           | 120 W | 2 × CCD 1 × I/OD | 2 x 8  | Febrero 2023              |                       |
| Ryzen 9 | 7950X   | 16 (32)         | 4.5              | 5.7              | 32+32 MB         | 170 W | 2 × CCD 1 × I/OD | 2 x 8  | 27 de septiembre del 2022 | US $699               |
| Ryzen 9 | 7900X3D | 12 (24)         | 4.4              | 5.6              | 32+96 MB         | 120 W | 2 × CCD 1 × I/OD | 2 × 6  | Febrero 2023              |                       |
| Ryzen 9 | 7900X   | 12 (24)         | 4.7              | 5.6              | 32+32 MB         | 170 W | 2 × CCD 1 × I/OD | 2 × 6  | 27 de septiembre del 2022 | US $549               |
| Ryzen 9 | 7900    | 12 (24)         | 3.7              | 5.4              | 32+32 MB         | 65 W  | 2 × CCD 1 × I/OD | 2 × 6  | 10 de enero del 2023      | US $429               |
| Ryzen 7 | 7800X3D | 8 (16)          |                  | 5.0              | 96 MB            | 120 W | 1 × CCD 1 × I/OD | 1 × 8  | Febrero 2023              |                       |
| Ryzen 7 | 7700X   | 8 (16)          | 4.5              | 5.4              | 32 MB            | 105 W | 1 × CCD 1 × I/OD | 1 × 8  | 2022 de September de 27   | US $399               |
| Ryzen 7 | 7700    | 8 (16)          | 3.8              | 5.3              | 32 MB            | 65 W  | 1 × CCD 1 × I/OD | 1 × 8  | 10 de enero del 2023      | US $329               |
| Ryzen 5 | 7600X   | 6 (12)          | 4.7              | 5.3              | 32 MB            | 105 W | 1 × CCD 1 × I/OD | 1 × 6  | 27 de septiembre del 2022 | US $299               |
| Ryzen 5 | 7600    | 6 (12)          | 3.8              | 5.1              | 32 MB            | 65 W  | 1 × CCD 1 × I/OD | 1 × 6  | 10 de enero del 2023      | US $229               |

### Ryzen 9000
AMD lanzó esta serie de procesadores en agosto del 2024, basándose en la nueva arquitectura Zen 5, fabricado en el proceso N4X de TSMC (4 nm). Su nombre en código es "Granite Ridge".
Sus modelos con caché 3D saldrán a principios de 2025.
Características comunes de las CPU de escritorio Ryzen 9000:
- Zócalo: AM5
- Proceso de fabricación: TSMC N4X

| Modelo  | Modelo | Núcleos (Hilos) | Frecuencia (GHz) | Frecuencia (GHz) | L3 cache (total) | TDP   | Lanzamiento date | Precio de lanzamiento |
| Modelo  | Modelo | Núcleos (Hilos) | Base             | Boost            | L3 cache (total) | TDP   | Lanzamiento date | Precio de lanzamiento |
| ------- | ------ | --------------- | ---------------- | ---------------- | ---------------- | ----- | ---------------- | --------------------- |
| Ryzen 9 | 9950X  | 16 (32)         | 4.3              | 5.7              | 80 MB            | 170 W | 15 Agosto 2024*  | US $649               |
| Ryzen 9 | 9900X  | 12 (24)         | 4.4              | 5.6              | 76 MB            | 120 W | 15 Agosto 2024*  | US $499               |
| Ryzen 7 | 9700X  | 8 (16)          | 3.8              | 5.5              | 40 MB            | 65 W  | 15 Agosto 2024*  | US $359               |
| Ryzen 5 | 9600X  | 6 (12)          | 3.9              | 5.4              | 38 MB            | 65W   | 15 Agosto 2024*  | US $279               |

*La salida de estos procesadores fue retrasada dos semanas (Desde el 31 de Julio) por problemas con el etiquetado de los procesadores

## Recepción inicial
Los primeros procesadores Ryzen 7 1700, 1700X, y 1800X fueron lanzados a principios de marzo de 2017, y en general fueron bien recibidos por los medios especializados. Ryzen fue la primera nueva arquitectura de AMD en cinco años, y sin mucha optimización inicial, tuvo buenas críticas. Los primeros chips ejecutaron correctamente software y juegos que ya estaban en el mercado, y tuvieron un desempeño excepcionalmente bueno en escenarios de estaciones de trabajo, así como en la mayoría de los escenarios de juego. En comparación con los procesadores FX basados en Piledriver, los Ryzen basados en Zen funcionan a menor temperatura, mucho más rápido y con menor consumo de energía. El IPC aumentó en un 52 % con respecto de Excavator. Aunque Zen no alcanzó a Kaby Lake de Intel en términos de IPC, y por lo tanto, en rendimiento mono núcleo, lo compensó el ofrecer más núcleos a las aplicaciones que pueden usarlos. El consumo de energía y la temperatura resultaron ser altamente competitivos respecto de la línea Core de Intel, y los disipadores Wraith también resultaron competitivos respecto de alternativas de mayor precio.
El rendimiento multihilo de Ryzen al utilizar Blender u otro software de código abierto, fue de alrededor de cuatro veces el rendimiento del FX-8370. Los Ryzen suelen superar a los Intel i7, cuando son utilizados sus ocho núcleos, por un precio mucho menor.
Sin embargo, el rendimiento de Ryzen fue menor al de los Intel Core al ejecutar juegos antiguos, o bien determinados juegos más nuevos, cuando estos utilizan resoluciones estándar como 720p o 1080p. AMD reconoció el déficit de rendimiento de los juegos en resoluciones bajas, explicando que trabajaría en parches y actualizaciones para resolverlo. Una actualización del videojuego Ashes of the Singularity: Escalation incrementó los FPS entre un 17 y un 31 % en computadoras con CPU Ryzen. Id Software anunció en abril de 2017 la optimización de sus futuros juegos para hacer uso del mayor paralelismo disponible en los procesadores Ryzen.
Se ha sugerido que la baja utilización de núcleos redundó en una subutilización de los procesadores Ryzen, obteniendo peores resultados en las pruebas de rendimiento, sobre todo teniendo en cuenta que el IPC ligeramente más bajo de Zen requiere la plena utilización de los núcleos. Sin Embargo, AMD y otros han argumentado que el pobre manejo de los núcleos Ryzen por parte de Windows 10 no es la única causa para la pérdida de rendimiento, sino que además hubo problemas con placas madre AM4 y su BIOS, que hacían que muchos chips Ryzen funcionen con underclocking (velocidad más baja), parcialmente apagados, u otros errores en la BIOS que impactaban negativamente en el rendimiento.

## Soporte del sistema operativo

### Windows
Aunque AMD ha verificado la capacidad de los equipos con procesadores Ryzen de funcionar con Windows 7 y Windows 8, Microsoft oficialmente solo entrega soporte a los procesadores Ryzen en equipos que ejecutan Windows 10. Las actualizaciones de Windows se bloquean en computadoras con procesador Ryzen que ejecutan versiones anteriores de Windows 10, aunque esa restricción se puede eludir con un parche no oficial. En sintonía con Microsoft, AMD solo proporciona controladores para Windows 10.

### Linux
Soporte completo para las funciones de rendimiento de los procesadores Ryzen en Linux requieren una versión de kernel 4.10 o superior.

## Problemas conocidos

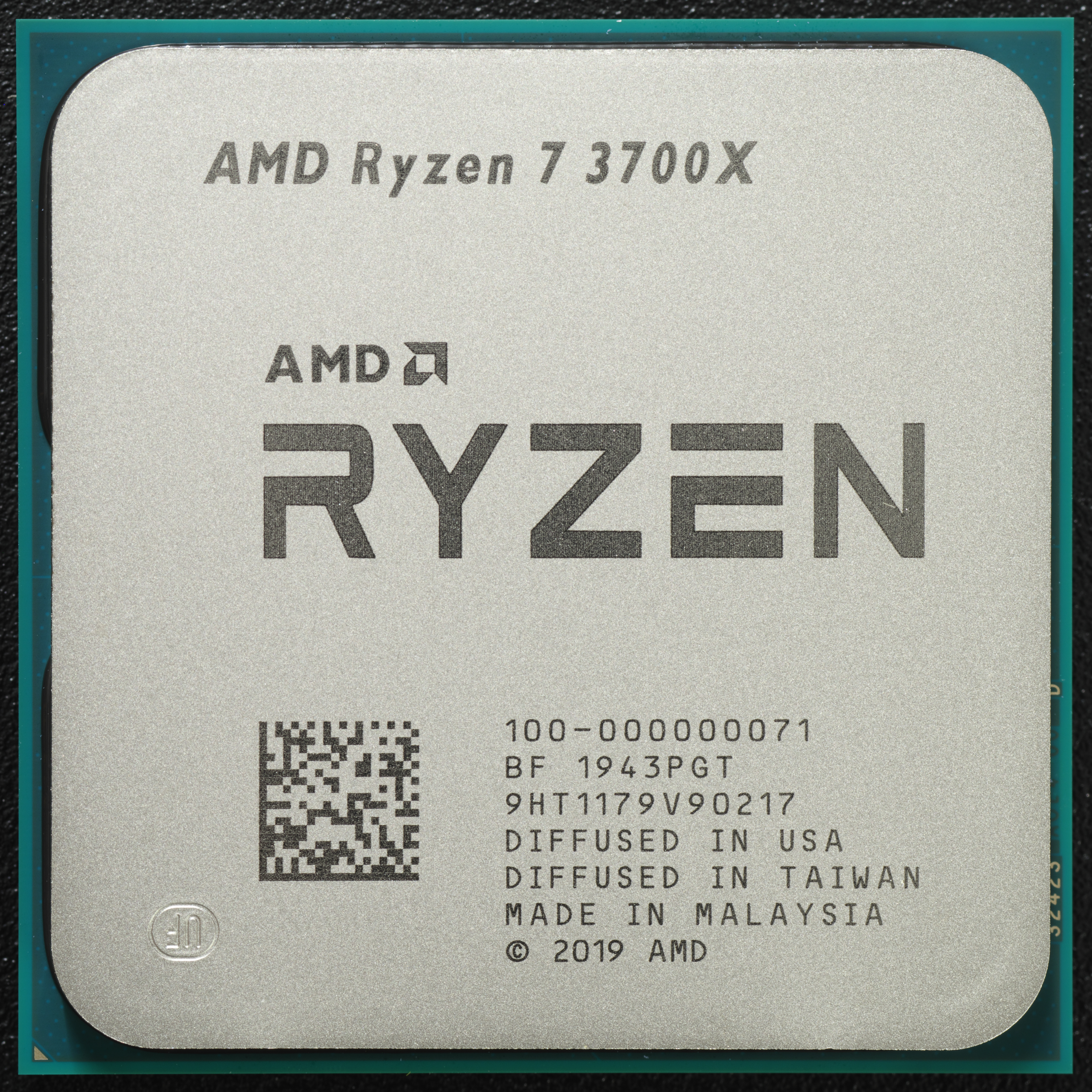
Procesador AMD Ryzen 7 3700X 'Matisse"

### FMA3
La UEFI incorporada en algunas placas madre con zócalo AM4  puede generar bloqueos si una aplicación ejecuta ciertas instrucciones FMA3. AMD confirmó a mediados de marzo de 2017 que el problema sería solucionado a través de actualizaciones del BIOS por parte de los fabricantes de placas madre. La corrección llegó con la actualización AGESA 1.0.0.4 (el código base del BIOS para las placas madre AMD que usan todos los fabricantes), que estuvo ampliamente disponible en forma de actualizaciones de BIOS a mediados de abril de 2017.

### Spectre
Como casi todos los microprocesadores recientes, Ryzen era susceptible a las vulnerabilidades de "Spectre". Las vulnerabilidades se pueden mitigar sin cambios de hardware a través de actualizaciones de microcódigo y soluciones alternativas del sistema operativo, pero las mitigaciones incurren en una penalización de rendimiento. AMD Ryzen y Epyc sufren hasta un 9% de penalización por las mitigaciones, ependiendo de la carga de trabajo, en comparación favorable con una penalización de, en algunos casos, más del 50% para los procesadores Intel Core y Xeon, en parte como resultado de que los procesadores AMD no requieren mitigación contra la vulnerabilidad Meltdown.
Lanzado en 2019, Zen 2 incluye mitigaciones de hardware contra la vulnerabilidad Spectre V4.

### Violación de acceso
Algunos de los primeros envíos de procesadores de la serie Ryzen 1000 produjeron fallas de violación de acceso en ciertas cargas de trabajo en Linux, especialmente al compilar código con GCC. AMD se ofreció a reemplazar los procesadores afectados por otros más nuevos que no se vean afectados por el problema.

### Problemas informados por CTS Labs
A principios de 2018, CTS Labs, una consultora israelí de ciberseguridad, declaró que habían descubierto varias fallas importantes en el ecosistema de componentes de Ryzen. y las reveló públicamente después de darle a AMD 24 horas para responder y plantear inquietudes y preguntas sobre su legitimidad, aunque luego fueron confirmados por dos empresas de seguridad distintas. AMD ha declarado desde entonces que, si bien las fallas son reales y se solucionarían mediante actualizaciones de microcódigo, su gravedad fue exagerada, ya que se requiere acceso físico al hardware para explotar las fallas.